# Léopold-François Cogeur
Léopold-François Cogeur (ca. 1729/1736 – na 1794) was een ingenieur uit Lotharingen die carrière maakte in de Oostenrijkse Nederlanden. Hij was de projectleider voor de Ferrariskaart.

## Loopbaan
Cogeur was een Lotharinger die door het huwelijk van zijn hertog Frans Stefan met Maria Theresia van Oostenrijk het Habsburgse Europa werd ingezogen. Hij kwam terecht in de Oostenrijkse Nederlanden en werd er opgeleid aan de Académie militaire du Génie in Brussel. Toen rond 1763 de École de mathématiques du corps d'artillerie in Mechelen werd opgericht, werd hij de hoofddocent ervan. Hij gaf met name wiskunde.
De directeur van Mechelse artillerieschool, Joseph de Ferraris, onderkende de capaciteiten van Cogeur en sleepte de opdracht om een gedetailleerde kabinetskaart van de Oostenrijkse Nederlanden te maken in de wacht. In de praktijk leidde Cogeur het project, bijgestaan door zijn collega's Damien Gillis en Peter Wirtz. Ze onderrichtten de leerlingen van de artillerieschool in de cartografie om het veldwerk te kunnen uitvoeren. Bij wijze van demonstratie maakten ze in 1767-1770 een topografische kaart van het Zoniënwoud en van het domein van Mariemont. Voor het eigenlijke project voerden 178 artilleristen driehoeksmetingen uit in het hele land.
Toen Ferraris vanaf 1778 nog maar onregelmatig in de Oostenrijkse Nederlanden verbleef, nam Cogeur naast het karteren ook de verkoop van de 'carte marchande' op zich. Daarnaast werd hij dat jaar aangesteld tot inspecteur-generaal der Wateren en Rivieren, alsook tot directeur van de École hydraulique.

## Voetnoten
1. ↑  Wouter Bracke, "Ferraris Survey of the Austrian Netherlands" in: The History of Cartography, vol. 4-1, Cartography in the European Enlightenment, eds. Matthew H. Edney en Mary Sponberg Pedley, 2020, p. 1692
2. 1 2  Wouter Bracke, "Ferraris Survey of the Austrian Netherlands" in: The History of Cartography, vol. 4-1, Cartography in the European Enlightenment, eds. Matthew H. Edney en Mary Sponberg Pedley, 2020, p. 403
3. ↑  Deze militaire school bevond zich in een voormalige kanongieterij in de Oude Brusselsestraat.
4. ↑  Karen De Coene, Carte blanche. De diplomatie van Ferraris in een Europa in omwenteling, 2024, p. 107
5. ↑  Jean-Pierre de Caluwé, "Jean Paulus, frère jésuite, horloger méconnu, d'origine lorraine, logé à la cour de Charles de Lorraine à Bruxelles" in: Brusselse Cahiers, 2019, p. 35. DOI:10.3917/brux.051.0035